# Kleingebiet Tét
Das Kleingebiet Tét (ungarisch Téti kistérség) war bis Ende 2012 eine ungarische Verwaltungseinheit (LAU 1) innerhalb des Komitats Győr-Moson-Sopron in Westtransdanubien. Im Zuge der Verwaltungsreform von 2013 kamen 14 der 19 Ortschaften in den Kreis Tét (ungarisch Téti járás), zwei Ortschaften kamen zum Kreis Csorna und drei zum Kreis Győr.
Ende 2012 zählte das Kleingebiet auf 375,58 km² Fläche 18.986 Einwohner. Mit 51 Einwohnern/km² war die Bevölkerungsdichte die niedrigste im Komitat.
Der Verwaltungssitz befand sich in der einzigen Stadt Tét (4.023 Ew.).

## Ortschaften
| Árpás       | Bodonhely    | Csikvánd        | Felpéc          | Gyarmat |
| Gyömöre     | Győrszemere  | Kajárpéc        | Kisbabot        | Mérges  |
| Mórichida   | Rábacsécsény | Rábaszentmihály | Rábaszentmiklós | Sobor   |
| Sokorópátka | Szerecseny   | Tényő           | Tét             |         |